# Galeoglossum
Galeoglossum es un género de orquídeas de hábitos terrestres que se extiende por México y Guatemala.

## Especies aceptadas
- Galeoglossum cactorum Salazar & C.Chávez
- Galeoglossum thysanochilum (B.L.Rob. & Greenm.) Salazar
- Galeoglossum tubulosum (Lindl.) Salazar & Soto Arenas[1]